# Iwan Gonta

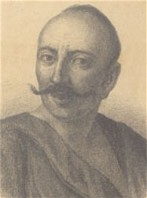
Iwan Gonta

Iwan Gonta (ukrainisch Іван Ґонта; * um 1740 in Rossischky, Woiwodschaft Bracław, Polen-Litauen; † 1768 in Serby bei Mohyliw-Podilskyj) war ein Kosake und einer der Anführer der Hajdamaken während des Kolijiwschtschyna-Aufstandes im Jahre 1768.

## Leben
Iwan Gonta kam im Dorf Rossischky (Розсішки) in der polnischen Woiwodschaft Bracław bei Uman (heute zur ukrainischen Oblast Tscherkassy, Rajon Chrystyniwka) als Bauernsohn zur Welt.
Iwan Gonta diente in der Kosakenmiliz des Woiwoden der Woiwodschaft Kiew Franciszek Salezy Potocki und kommandierte als Hauptmann ab 1757 eine Einheit bei Uman. Nach Ausbruch des Kolijiwschtschyna-Aufstandes erhielt er den Befehl, gegen die aufständischen Hajdamaken in der rechtsufrigen Ukraine zu kämpfen, er lief aber stattdessen mit seiner Einheit zu den Aufständischen unter Maksym Salisnjak über.
Nach der Besetzung von Uman war er hauptverantwortlich für das dortige Massaker an Juden und Polen.
Da die russische Regierung befürchtete, der Aufstand könne auf die unter ihrer Verwaltung stehende Linksufrige Ukraine übergreifen, schickte sie ein Regiment Donkosaken nach Uman, um die Rebellion zu beenden. Der Führer der Donkosaken ließ die Rebellen glauben, er sei ihr Verbündeter, und lud sie, unter ihnen auch Maksym Salisnjak und Iwan Gonta, zu einem Bankett ein, bei dem er sie gefangen nehmen ließ.
Während Maksym Salisnjak nach Kiew verbracht wurde, übergab man Gonta an den Großhetman der polnischen Krone Jan Klemens Branicki. Im Dorf Serby (heute Hontiwka (ukr. Гонтівка) in der Oblast Winnyzja) folterten die Polen ihn für seinen Verrat und die Teilnahme am Aufstand über mehrere Tage und rissen seinen Körper in Stücke. Anschließend wurden seine Körperteile in 14 Städten an die Galgen genagelt.

## Nachwirkung
In der Ukraine entstanden zahlreiche Volkslieder und Legenden über ihn. In Taras Schewtschenkos Werk Die Hajdamaken von 1841 verkörpert er einen der Helden.